# Brighstone
Brighstone – wieś w Anglii, na wyspie Wight. Leży 10 km na południowy zachód od miasta Newport i 131 km na południowy zachód od Londynu.